# Rubén Martínez
Rubén Ignacio Martínez Núñez (né le 27 novembre 1964 à Santiago du Chili) est un footballeur chilien qui jouait au poste d'attaquant.
Il a joué dans sa carrière au Chili et au Mexique et fut goleador au Chili à trois reprises. Il a remporté la Copa Libertadores en 1991.

## Biographie
Il commence sa carrière en Division III dans le club de Cobresal à El Salvador à l'âge de 16 ans.
En 1984, il débute en première division et évolue à partir de 1987 avec Sergio Salgado et Iván Zamorano. Ils remportent la coupe du Chili qui les qualifie pour la Copa Libertadores. En 1989, il est meilleur buteur du championnat.
Le 27 février 1990, il part pour Colo-Colo, et joue son premier match en mars.
Lors de sa première saison avec los albos, il finit meilleur buteur et remporte la coupe et le championnat. En 1991, il fait le triplé coupe-championnat-Copa Libertadores, où il inscrit les deux buts contre Boca Juniors en demi-finale.
Il prend sa retraite en 2000 alors qu'il est retourné dans son club formateur du Cobresal.

### Sélection nationale
En international, il participe à sa première sélection le 9 décembre 1981 contre le Brésil. Il est international à dix reprises et inscrit deux buts. Son dernier match est encore contre le Brésil le 8 novembre 1990.

#### Statistiques
| Club               | Période           | Championnat | Championnat | Coupe  | Coupe | Libertadores | Libertadores | Supercopa | Supercopa | Total  | Total |
| Club               | Période           | Matchs      | Buts        | Matchs | Buts  | Matchs       | Buts         | Matchs    | Buts      | Matchs | Buts  |
| ------------------ | ----------------- | ----------- | ----------- | ------ | ----- | ------------ | ------------ | --------- | --------- | ------ | ----- |
| Cobresal           | Nacional 1984     | 4           | 0           | -      | -     | -            | -            | -         | -         | 4      | 0     |
| Cobresal           | Nacional 1985     | 35          | 14          | 5      | 0     | -            | -            | -         | -         | 40     | 14    |
| Cobresal           | Nacional 1986     | 30          | 12          | 13     | 4     | 6            | 0            | -         | -         | 49     | 16    |
| Cobresal           | Nacional 1987     | 32          | 7           | 13     | 3     | -            | -            | -         | -         | 45     | 10    |
| Cobresal           | Nacional 1988     | 28          | 13          | 15     | 6     | -            | -            | -         | -         | 43     | 19    |
| Cobresal           | Nacional 1989     | 29          | 25          | 9      | 5     | -            | -            | -         | -         | 38     | 30    |
| Cobresal           | Total             | 158         | 71          | 55     | 18    | 6            | 0            | -         | -         | 219    | 89    |
| Colo-Colo          | Nacional 1990     | 28          | 22          | 13     | 5     | 7            | 2            | -         | -         | 48     | 29    |
| Colo-Colo          | Nacional 1991     | 28          | 23          | 6      | 1     | 10           | 3            | 2         | 0         | 46     | 27    |
| Colo-Colo          | Nacional 1992     | 26          | 7           | 2      | 0     | 1            | 0            | -         | -         | 29     | 7     |
| Colo-Colo          | Nacional 1993     | 0           | 0           | 9      | 4     | -            | -            | -         | -         | 9      | 4     |
| Colo-Colo          | Total             | 82          | 52          | 30     | 10    | 18           | 5            | 2         | 0         | 132    | 67    |
| Santos Laguna      | 1993-1994         | 41          | 13          | -      | -     | -            | -            | -         | -         | 41     | 13    |
| Santos Laguna      | Total             | 41          | 13          | -      | -     | -            | -            | -         | -         | 41     | 13    |
| Tampico Madero     | 1994-1995         | 35          | 4           | -      | -     | -            | -            | -         | -         | 35     | 4     |
| Tampico Madero     | Total             | 35          | 4           | -      | -     | -            | -            | -         | -         | 35     | 4     |
| Unión Española     | Nacional 1995     | 17          | 6           | -      | -     | -            | -            | -         | -         | 17     | 6     |
| Unión Española     | Total             | 17          | 6           | -      | -     | -            | -            | -         | -         | 17     | 6     |
| Provincial Osorno  | Nacional 1996     | 0           | 0           | 5      | 0     | -            | -            | -         | -         | 5      | 0     |
| Provincial Osorno  | Total             | -           | -           | 5      | 0     | -            | -            | -         | -         | 5      | 0     |
| Deportes La Serena | Primera B 1996    | 15          | 7           | -      | -     | -            | -            | -         | -         | 15     | 7     |
| Deportes La Serena | Apertura 1997     | 11          | 4           | -      | -     | -            | -            | -         | -         | 11     | 4     |
| Deportes La Serena | Clausura 1997     | 7           | 1           | -      | -     | -            | -            | -         | -         | 7      | 1     |
| Deportes La Serena | Total             | 33          | 12          | -      | -     | -            | -            | -         | -         | 33     | 12    |
| Cobresal           | Primera B 1998    | 25          | 10          | -      | -     | -            | -            | -         | -         | 25     | 10    |
| Cobresal           | Nacional 1999     | 39          | 13          | -      | -     | -            | -            | -         | -         | 39     | 13    |
| Cobresal           | Primera B 2000    | 2           | 1           | -      | -     | -            | -            | -         | -         | 2      | 1     |
| Cobresal           | Total             | 66          | 24          | -      | -     | -            | -            | -         | -         | 66     | 24    |
| Total de carrière  | Total de carrière | 432         | 182         | 90     | 28    | 24           | 5            | 2         | 0         | 548    | 215   |

## Palmarès

### Championnats nationaux
| Titre            | Club      | Pays  | Année      |
| ---------------- | --------- | ----- | ---------- |
| Copa Chile       | Cobresal  | Chili | 1987       |
| Copa Chile       | Colo-Colo | Chili | 1990       |
| Division I       | Colo-Colo | Chili | 1990, 1991 |
| Segunda División | Cobresal  | Chili | 1998       |

### Championnats internationaux
| Titre               | Club      | Pays  | Année |
| ------------------- | --------- | ----- | ----- |
| Copa Libertadores   | Colo-Colo | Chili | 1991  |
| Recopa Sudamericana | Colo-Colo | Chili | 1991  |
| Copa Interamericana | Colo-Colo | Chili | 1992  |

### Palmarès individuel
| Distinction                    | Pays  | Année            |
| ------------------------------ | ----- | ---------------- |
| Meilleur buteur du championnat | Chili | 1989, 1990, 1991 |